# Bélâbre
Bélâbre is een gemeente in het Franse departement Indre (regio Centre-Val de Loire). De plaats maakt deel uit van het arrondissement Le Blanc. Bélâbre telde op 1 januari 2022 926 inwoners.

## Geografie
De oppervlakte van Bélâbre bedroeg op 1 januari 2022 40,14 vierkante kilometer; de bevolkingsdichtheid was toen 23,1 inwoners per km².

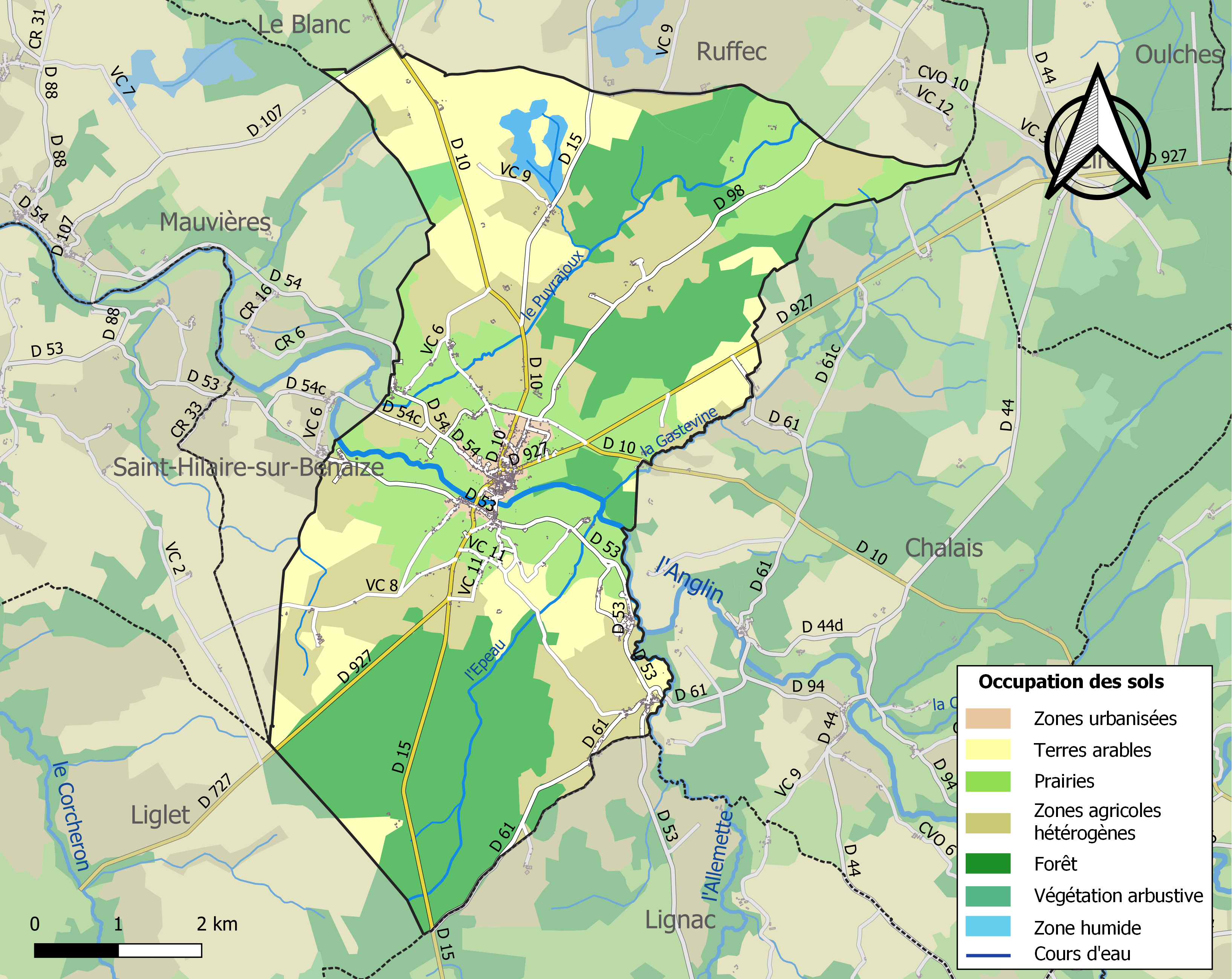
Kaart van de gemeente met belangrijkste infrastructuur, bodemgebruik en omliggende gemeenten

## Demografie
Onderstaande figuur toont het verloop van het inwonertal (bron: INSEE-tellingen).